# كريستوفر فيتزجيرالد
كريستوفر فيتزجيرالد (بالإنجليزية: Christopher Fitzgerald)‏ هو فنان ورسام أمريكي، ولد في 8 أبريل 1977.